# Indianapolis 500 1923
Indianapolis 500 1923 (oryg. 11th International 500-Mile Sweepstakes Race) – jedenasta edycja wyścigu Indianapolis 500. Jeden z wyścigów Grand Prix rozegranych w 1923 roku, a także pierwszy spośród tzw. Grandes Épreuves.

## Wyniki

### Kwalifikacje
W kwalifikacjach każdy z kierowców miał do przejechania 4 okrążenia, w którym mierzono prędkość. Średnia prędkość spośród 4 okrążeń decydowała o klasyfikacji.
| Poz. | Nr | Kierowca                 | Konstruktor | Czas         | Poz. s. |
| ---- | -- | ------------------------ | ----------- | ------------ | ------- |
| 1    | 1  | Tommy Milton             | Miller      | 174,082 km/h | 1       |
| 2    | 5  | Jimmy Murphy             | Miller      | 167,451 km/h | 9       |
| 3    | 7  | Harry Hartz              | Miller      | 166,888 km/h | 2       |
| 4    | 8  | Cliff Durant             | Miller      | 165,198 km/h | 10      |
| 5    | 2  | Ralph DePalma            | Packard     | 161,609 km/h | 11      |
| 6    | 29 | Earl Cooper              | Miller      | 159,968 km/h | 12      |
| 7    | 3  | Joe Boyer                | Packard     | 159,002 km/h | 13      |
| 8    | 4  | Dario Resta              | Packard     | 157,747 km/h | 3       |
| 9    | 6  | Eddie Hearne             | Miller      | 156,588 km/h | 14      |
| 10   | 22 | Raúl Riganti             | Bugatti     | 153,370 km/h | 23      |
| 11   | 16 | Christian Werner         | Mercedes    | 153,209 km/h | 15      |
| 12   | 31 | Frank Elliott            | Miller      | 150,070 km/h | 16      |
| 13   | 14 | Christian Lautenschlager | Mercedes    | 149,990 km/h | 17      |
| 14   | 21 | Martín de Álzaga         | Bugatti     | 149,507 km/h | 4       |
| 15   | 27 | Louis Zborowski          | Bugatti     | 147,737 km/h | 5       |
| 16   | 35 | Bennett Hill             | Miller      | 146,771 km/h | 18      |
| 17   | 26 | Harlan Fengler           | Miller      | 146,047 km/h | 19      |
| 18   | 15 | Max Sailer               | Mercedes    | 145,725 km/h | 20      |
| 19   | 18 | Pierre de Vizcaya        | Bugatti     | 145,323 km/h | 6       |
| 20   | 28 | Leon Duray               | Miller      | 144,679 km/h | 21      |
| 21   | 19 | Prince DeCystria         | Bugatti     | 143,070 km/h | 22      |
| 22   | 34 | Wade Morton              | Duesenberg  | 141,621 km/h | 24      |
| 23   | 23 | Lora Corum               | Ford        | 139,449 km/h | 7       |
| 24   | 25 | Howdy Wilcox             | Miller      | 130,356 km/h | 8       |
| Poz. | Nr | Kierowca                 | Konstruktor | Czas         | Poz. s. |

### Wyścig
Źródło: ultimateracinghistory.com
| P  | + / –     | Nr | Kierowca                 | Konstruktor | Okr. | Czas / Strata     | Komentarz |
| -- | --------- | -- | ------------------------ | ----------- | ---- | ----------------- | --------- |
| 1  | Bez zmian | 1  | Tommy Milton             | Miller      | 200  |                   |           |
| 2  | Bez zmian | 7  | Harry Hartz              | Miller      | 200  |                   |           |
| 3  | 6         | 5  | Jimmy Murphy             | Miller      | 200  |                   |           |
| 4  | 10        | 6  | Eddie Hearne             | Miller      | 200  |                   |           |
| 5  | 2         | 23 | Lora Corum               | Ford        | 200  |                   |           |
| 6  | 10        | 31 | Frank Elliott            | Miller      | 200  |                   |           |
| 7  | 3         | 8  | Cliff Durant             | Miller      | 200  |                   |           |
| 8  | 12        | 15 | Max Sailer               | Mercedes    | 200  |                   |           |
| 9  | 13        | 19 | Prince DeCystria         | Bugatti     | 200  |                   |           |
| 10 | 14        | 34 | Wade Morton              | Duesenberg  | 200  |                   |           |
| 11 | 4         | 16 | Christian Werner         | Mercedes    | 200  |                   |           |
| 12 | 6         | 18 | Pierre de Vizcaya        | Bugatti     | 166  | Pręt              |           |
| 13 | 8         | 28 | Leon Duray               | Miller      | 136  | Pręt              |           |
| 14 | 11        | 4  | Dario Resta              | Packard     | 88   | Dyferencjał       |           |
| 15 | 4         | 2  | Ralph DePalma            | Packard     | 69   | Uszczelka głowicy |           |
| 16 | 3         | 26 | Harlan Fengler           | Miller      | 69   | Wyciek gazu       |           |
| 17 | 9         | 25 | Howdy Wilcox             | Miller      | 60   | Sprzęgło          |           |
| 18 | 5         | 3  | Joe Boyer                | Packard     | 59   | Dyferencjał       |           |
| 19 | 1         | 35 | Bennett Hill             | Miller      | 44   | Tłok              |           |
| 20 | 15        | 27 | Louis Zborowski          | Bugatti     | 41   | Pręt              |           |
| 21 | 9         | 29 | Earl Cooper              | Miller      | 21   | Wypadek           |           |
| 22 | 1         | 22 | Raúl Riganti             | Bugatti     | 19   | Wyciek paliwa     |           |
| 23 | 6         | 14 | Christian Lautenschlager | Mercedes    | 14   | Wypadek           |           |
| 24 | 20        | 21 | Martín de Álzaga         | Bugatti     | 6    | Pręt              |           |
| P  | + / –     | Nr | Kierowca                 | Konstruktor | Okr. | Czas / Strata     | Komentarz |